# Consistório Ordinário Público de 2015
O Consistório Ordinário Público de 2015 ocorreu na Cidade do Vaticano em 14 de fevereiro de 2015 sob a presidência do Papa Francisco. Neste Consistório foram criados vinte novos Cardeais, quinze Eleitores e cinco Eméritos. A Santa Sé anunciou a realização do Consistório em 11 de dezembro de 2014. O anúncio público dos prelados que foram criados Cardeais foi feito pelo Papa Francisco a 4 de janeiro de 2015.

## Enquadramento
O Consistório Ordinário Público de 2015 foi o segundo do Pontificado do Papa Francisco. O Papa criou vinte novos Cardeais, dos quais quinze Cardeais Eleitores e cinco Cardeais Eméritos. Foram criados Cardeais de diversas proveniências, incluindo de quatro países que nunca antes tinham sido representados no Colégio de Cardeais: Cabo Verde, Panamá‎, Tonga e Myanmar (Birmânia). Os quinze novos Cardeais Eleitores provêm de quatorze países, o que reforça a diversidade e heterogeneidade do Colégio Cardinalício.
Com a realização deste Consistório o Colégio de Cardeais ficou constituído por um total de 228 Cardeais. O Papa Francisco derrogou momentaneamente o limite máximo de Cardeais Eleitores pois, após a criação de 15 novos Cardeais Eleitores neste Consistório, o Colégio Cardinalício passou a integrar 125 Cardeais Eleitores, cinco acima do limite de 120.

## Cardeais
Os Cardeais criados foram os seguintes:
| Nº                                | País               | Nome                                       | Idade              | Cargo                                                 | Título ou Diaconia                                                       |
| Cardeais Eleitores                | Cardeais Eleitores | Cardeais Eleitores                         | Cardeais Eleitores | Cardeais Eleitores                                    | Cardeais Eleitores                                                       |
| --------------------------------- | ------------------ | ------------------------------------------ | ------------------ | ----------------------------------------------------- | ------------------------------------------------------------------------ |
| 1                                 | França             | Dominique François Joseph Mamberti         | 62                 | Prefeito do Supremo Tribunal da Assinatura Apostólica | Cardeal-diácono de Santo Espírito em Sassia                              |
| 2                                 | Portugal           | Manuel José Macário do Nascimento Clemente | 66                 | Patriarca de Lisboa                                   | Cardeal-presbítero de Santo Antonio in Campo Marzio                      |
| 3                                 | Etiópia            | Berhaneyesus Souraphiel                    | 66                 | Arcebispo de Adis Abeba                               | Cardeal-presbítero de São Romano Mártir                                  |
| 4                                 | Nova Zelândia      | John Atcherley Dew                         | 66                 | Arcebispo de Wellington                               | Cardeal-presbítero de Santo Hipólito                                     |
| 5                                 | Itália             | Edoardo Menichelli                         | 75                 | Arcebispo de Ancona-Osimo                             | Cardeal-presbítero de Sagrados Corações de Jesus e Maria em Tor Fiorenza |
| 6                                 | Vietname           | Pierre Nguyễn Văn Nhơn                     | 76                 | Arcebispo de Hanói                                    | Cardeal-presbítero de São Tomás Apóstolo                                 |
| 7                                 | México             | Alberto Suárez Inda                        | 76                 | Arcebispo de Morelia                                  | Cardeal-presbítero de São Policarpo                                      |
| 8                                 | Myanmar            | Charles Maung Bo, S.D.B.                   | 66                 | Arcebispo de Yangon                                   | Cardeal-presbítero de Santo Irineu em Centocelle                         |
| 9                                 | Tailândia          | Francis Xavier Kovitvanit                  | 65                 | Arcebispo de Bangkok                                  | Cardeal-presbítero de Santa Maria das Dores                              |
| 10                                | Itália             | Francesco Montenegro                       | 68                 | Arcebispo de Agrigento                                | Cardeal-presbítero de Santos André e Gregório no Monte Celio             |
| 11                                | Uruguai            | Daniel Sturla Berhouet, S.D.B.             | 55                 | Arcebispo de Montevideo                               | Cardeal-presbítero de Santa Gala                                         |
| 12                                | Espanha            | Ricardo Blázquez Pérez                     | 72                 | Arcebispo de Valladolid                               | Cardeal-presbítero de Santa Maria em Vallicella                          |
| 13                                | Panamá             | José Lacunza Maestrojuán, O.A.R.           | 70                 | Bispo de David                                        | Cardeal-presbítero de São José de Cupertino                              |
| 14                                | Cabo Verde         | Arlindo Gomes Furtado                      | 65                 | Bispo de Santiago                                     | Cardeal-presbítero de São Timóteo                                        |
| 15                                | Tonga              | Soane Paini Mafi                           | 53                 | Bispo de Tonga                                        | Cardeal-presbítero de Santa Paula de Roma                                |
| Cardeais Eméritos (não eleitores) |                    |                                            |                    |                                                       |                                                                          |
| 16                                | Colômbia           | José Pimiento Rodríguez †                  | 95                 | Arcebispo Emérito de Manizales                        | Cardeal-presbítero de São João Crisóstomo no Monte Sacro Alto            |
| 17                                | Itália             | Luigi de Magistris †                       | 88                 | Pró-Penitenciário-Mor da Santa Sé                     | Cardeal-diácono de Santíssimos Nomes de Jesus e Maria na Via Lata        |
| 18                                | Alemanha           | Karl-Josef Rauber †                        | 80                 | Núncio Apostólico Emérito para a Bélgica              | Cardeal-diácono de Santo António de Pádua na Circonvallazione Appia      |
| 19                                | Argentina          | Luis Héctor Villalba                       | 80                 | Arcebispo Emérito de Tucumán                          | Cardeal-presbítero de São Jerônimo em Corviale                           |
| 20                                | Moçambique         | Júlio Duarte Langa                         | 87                 | Bispo Emérito de Xai-Xai                              | Cardeal-presbítero de São Gabriel de Nossa Senhora das Dores             |